# 피에르 타키
피에르 타키(Pierre Taki, 1967년 4월 8일 ~ )는 일본의 배우, 일본의 성우, 작사가, 음악가, 탤런트, 작곡가, 텔레비전 배우, 게임 개발자이다.
테크노 음악 그룹 덴키 그루브의 멤버입니다.
시즈오카현 시즈오카시 아오이구에서 태어났다.

## 방송
- 이다텐 ~도쿄 올림픽 이야기~
- 육왕
- 아빠 언니
- 반짝반짝
- 64
- 살색의 감독 무라니시

## 영화
- 로망스 돌 - 쿠보타 카오루 역
- 로렐라이
- 올웨이즈 3번가의 석양
- 숨은 요새의 세 악인 THE LAST PRINCESS
- 흉악: 어느 사형수의 고발
- 노보우의 성
- 분노
- 진격의 거인
- 아웃레이지 파이널 - 하나다 역

## 게임
- 저지 아이즈: 사신의 유언